# Le Jeu du mambo
Pour plus de détails, voir Fiche technique et Distribution.
Le Jeu du mambo (Das Mambospiel) est un film allemand réalisé par Michael Gwisdek, sorti en 1998.

## Synopsis
Maria trouve de l'argent volé dans une poubelle et appelle son amant Martin, qui essaie de monter un film.

## Fiche technique
- Titre : Le Jeu du mambo
- Titre original : Das Mambospiel
- Réalisation : Michael Gwisdek
- Scénario : Michael Gwisdek
- Musique : Detlef Petersen
- Photographie : Roland Dressel
- Montage : Michael Gwisdek et Andreas Helm
- Production : Hermann Florin, Sabine Manthey, Thomas Martin et Manfred Zurhorst
- Société de production : Arte
- Pays :  Allemagne
- Genre : Comédie dramatique et comédie romantique
- Durée : 106 minutes
- Dates de sortie : 
  - Allemagne : 26 mars 1998

## Distribution
- Corinna Harfouch : Maria
- Michael Gwisdek : Martin
- Jürgen Vogel : Gregor
- Nina Baudler : Inge
- Henry Hübchen : Chris
- Mario Irrek : Rudi
- Uwe Kockisch : Winne
- Franziska Petri : Julia
- Boris Ponev : Ricki
- Gerd Preusche : Jossi
- Michael Schweighöfer : Peter
- Douglas Welbat : Wirt

## Distinctions
Le film a été présenté en sélection officielle en compétition lors de Berlinale 1998.